# Antigone vipio

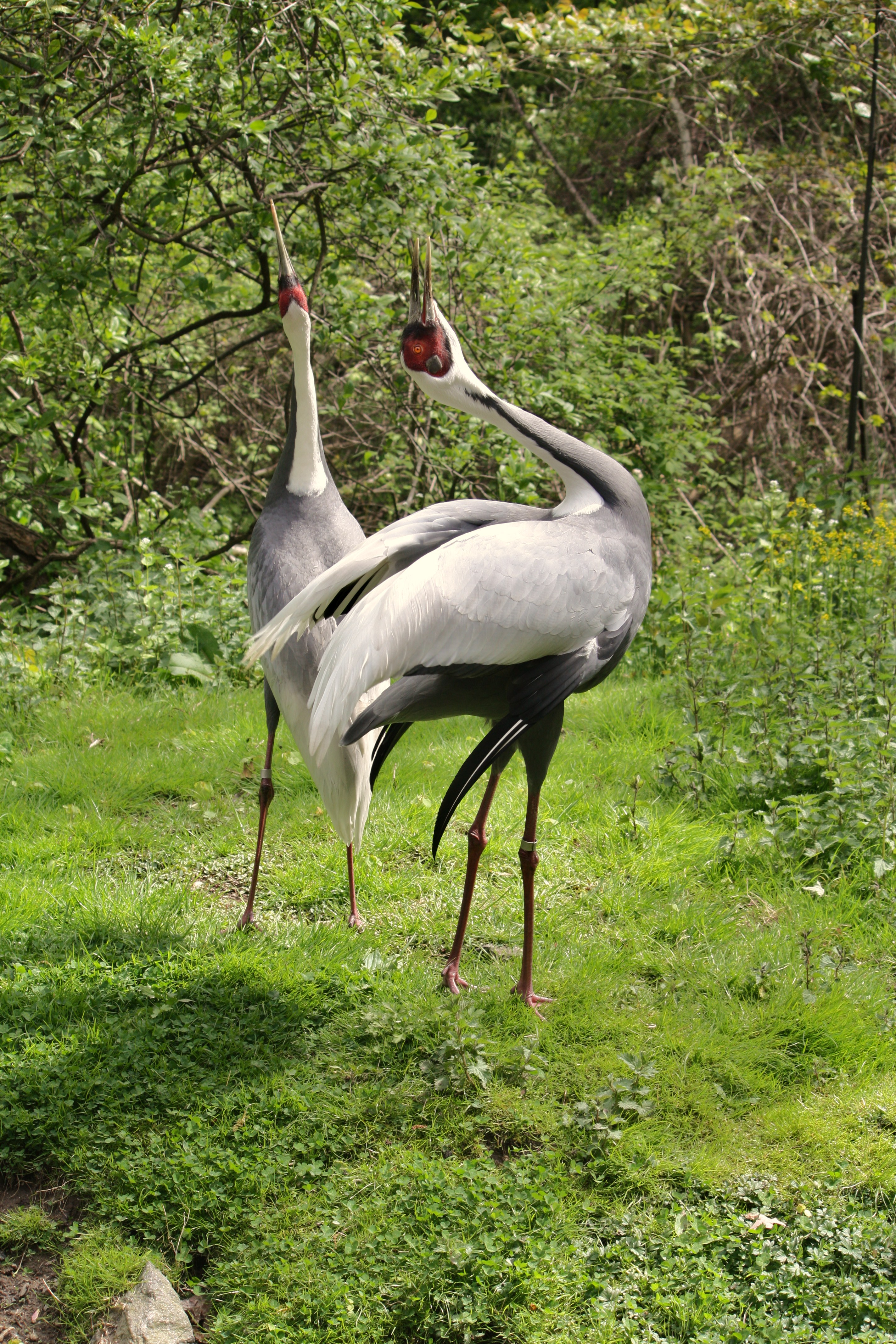
Duetto nuziale tra due esemplari allo zoo del Bronx (New York).

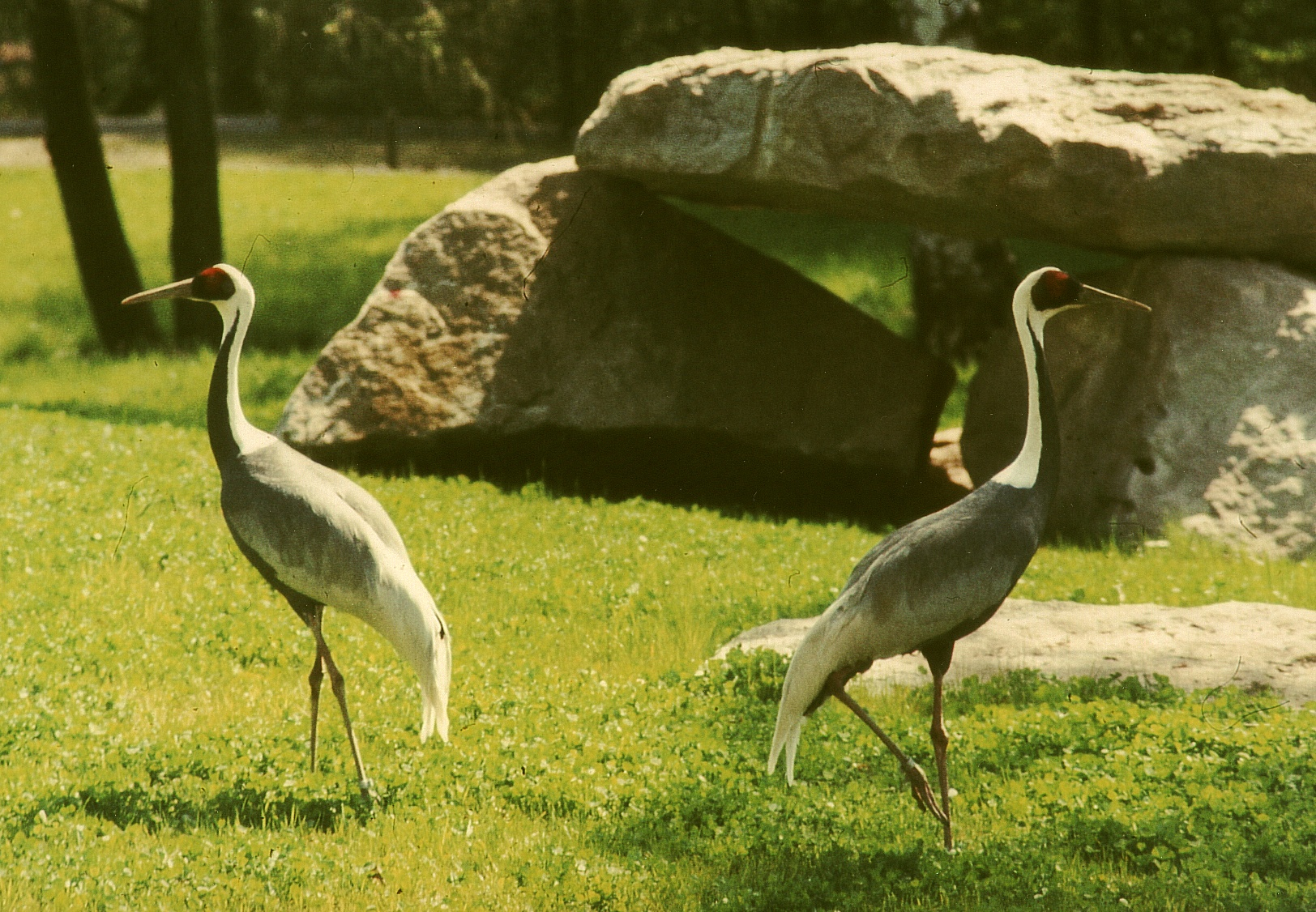
Gru nucabianca allo zoo di Norimberga.

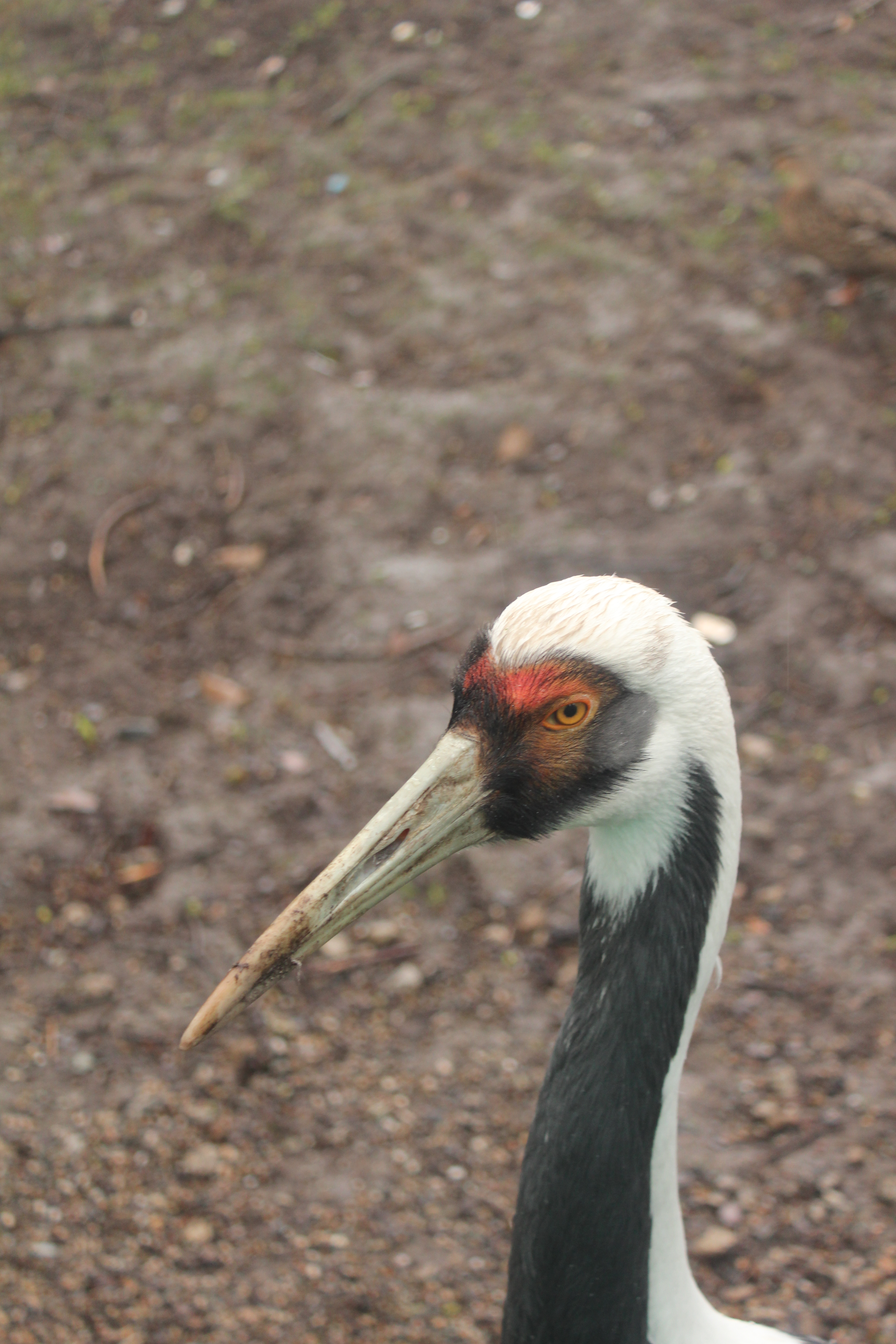
Primo piano di un esemplare allo zoo del Röhrensee (Bayreuth).

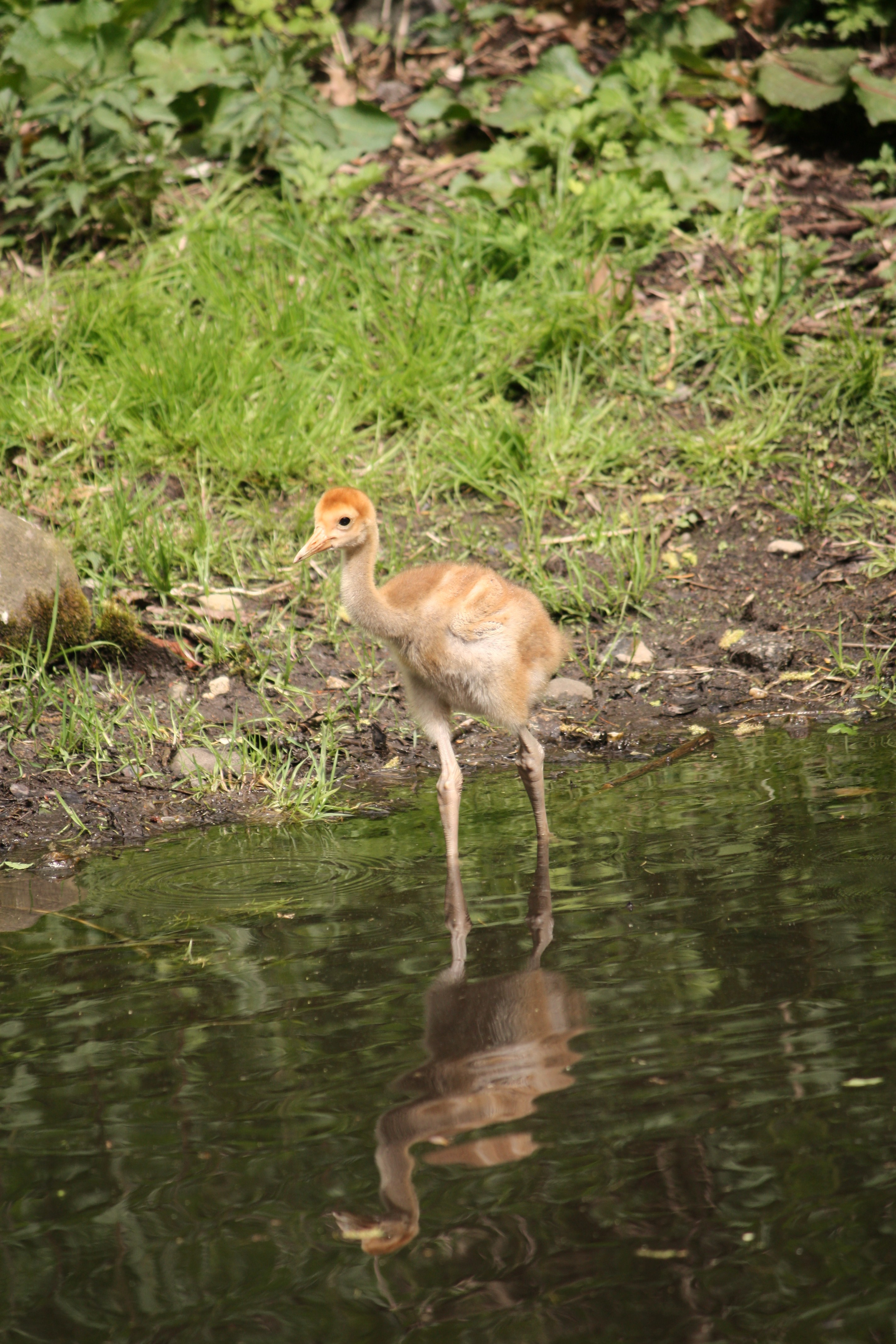
Pulcino di gru nucabianca allo zoo del Bronx (New York).

La gru nucabianca (Antigone vipio Pallas, 1811) è una specie di gru dell'Asia orientale che nidifica nella Mongolia nord-orientale e nella Cina settentrionale e sverna nella penisola coreana e in Giappone. Durante la stagione riproduttiva vive in coppie e conduce un'esistenza molto riservata, ma durante la migrazione e nelle aree di svernamento forma grandi assembramenti.
La sua popolazione complessiva è stimata a non più di 5300 esemplari.

## Descrizione

### Adulto
Con un'altezza compresa tra 130 e 140 centimetri e un'apertura alare compresa tra 200 e 210 centimetri, la gru nucabianca pesa tra i cinque e i sei chilogrammi. Non vi è dimorfismo sessuale evidente, ma di solito il maschio è leggermente più grande. Tuttavia, è possibile distinguere i due sessi durante i duetti nuziali, in quanto il maschio muove le ali piegate su e giù, mentre la femmina le lascia sollevate senza muoverle.
Il piumaggio prevalentemente grigio è tinto di bianco sulla gola, sul vertice, dietro la testa e sulla parte posteriore del collo. Sempre bianca è la zona che va dalla gola al terzo superiore della parte anteriore del collo. Le remiganti primarie, le grandi copritrici primarie e le penne del codrione sono nere. Le remiganti secondarie sono grigie alla base e marrone scuro all'estremità distale. Le rimanenti penne delle ali sono di colore grigio chiaro e contrastano nettamente con la colorazione scura del torace e dell'addome. Sulla fronte e sui lati della testa c'è vasta zona di pelle rossa non ricoperta di piume che copre l'area dell'occhio e dell'orecchio. L'iride è arancione è le lunghe zampe sono rosa-bluastre.

### Giovane
Appena uscito dall'uovo, il pulcino è ricoperto da un piumino di colore di base giallo-bruno; tuttavia, esso appare più screziato rispetto ai pulcini di altre gru. La regione anteriore e quelle laterali sono grigie; dalla parte posteriore del collo al groppone corre una sottile banda marrone, che nella zona delle spalle assume la forma di una macchia triangolare. La pagina superiore delle ali è castana, mentre quella inferiore è quasi bianca. L'addome e la parte interna delle cosce sono glabri. Il secondo piumino appare già più uniforme: la parte superiore del corpo presenta ora un colore generale marrone-rossiccio.
Il piumaggio giovanile presenta la parte superiore del corpo color rosso-marrone, con testa e collo leggermente più chiari del dorso. La gola è giallo paglierino-biancastra e la parte inferiore del corpo è grigia.

## Biologia

### Comportamento
Tra gli aspetti comportamentali di questo volatile figura la caratteristica «danza delle gru», propria di tutti i rappresentanti della famiglia, sebbene in questa specie sia relativamente povera di elementi. Essa comprende salti in aria, combinati con battiti d'ala, lanci di ciuffi d'erba, piroette in aria e sul terreno. La danza viene eseguita da sia dagli adulti che dai giovani non ancora sessualmente maturi e si osserva più spesso nei terreni di svernamento.
Le coppie di gru si esibiscono anche in particolari duetti: il maschio solleva generalmente le ali sopra la schiena, lasciando pendere le loro estremità, e le apre e le chiude energicamente durante l'intera esecuzione. La femmina, d'altra parte, tiene le ali chiuse durante l'intera danza cerimoniale e risponde ad ogni richiamo del maschio con due o tre suoni più acuti. Questi duetti, molto suggestivi sia dal punto di vista sonoro che visivo, servono sia a rinforzare il legame di coppia che a segnalare il possesso del sito di nidificazione. Vengono eseguiti sia durante la stagione riproduttiva che nelle aree di svernamento.
Il volo è simile a quello di altre gru, diretto e silenzioso, con battiti d'ala lenti e ampi. Da terra si solleva con una rapida partenza.
In natura, la gru nucabianca può vivere fino a 25-30 anni, ma in cattività può raggiungere 50 anni e più.

### Alimentazione
La dieta consiste di piante acquatiche, bacche, cereali, radici ed erbe, ma durante l'allevamento dei piccoli cattura anche insetti, rane e topi.

### Riproduzione
Le gru nucabianca raggiungono la maturità sessuale all'età di tre o quattro anni. Sono uccelli monogami che stabiliscono legami di coppia che si protraggono per diverse stagioni di nidificazione. I primi esemplari fanno ritorno nei loro terreni di riproduzione quando le paludi sono ancora parzialmente congelate, vi sono ancora nevicate e la notte hanno luogo intense gelate. I terreni di riproduzione vengono occupati non appena il ghiaccio che ricopre le paludi si scioglie. Nelle aree di nidificazione, le coppie, rigorosamente territoriali, vivono a grande distanza tra loro e difendono con enfasi il loro territorio contro i conspecifici estranei.
Le gru nucabianca preferiscono costruire i loro nidi in punti aperti delle paludi scarsamente ricoperti di vegetazione e circondati da acque poco profonde. Il nido si trova direttamente sull'acqua o su un'isoletta; la sua base è costituita da una piattaforma rotonda fatta di ciuffi d'erba, muschio e carici solitamente immersa nell'acqua. Al contrario, l'interno del nido, rivestito con foglie e carici secchi, è completamente all'asciutto. Le gru nucabianca utilizzano lo stesso nido per diversi anni di fila.
La femmina depone due uova di colore marrone chiaro chiazzate di rossastro nel periodo compreso tra la terza decade di aprile e i primi di maggio. Queste vengono covate per circa 30 giorni principalmente dalla femmina. I pulcini escono dall'uovo tra fine maggio e inizio giugno. Non si osserva un comportamento aggressivo tra i due fratelli; tuttavia, se il primo pulcino a schiudersi lascia il nido prima che il secondo sia schiuso o non sia ancora abbastanza forte da seguirlo, i due genitori lo accompagnano e abbandonano il secondo nato, che in tal caso quasi sempre muore. I pulcini sono nidifughi e diventano autosufficienti dopo 70-75 giorni. Quando il cibo è scarso, di solito ne sopravvive soltanto uno. A partire dai tre-quattro anni, i giovani si riproducono per la prima volta.

## Distribuzione e habitat
I terreni di nidificazione della gru nucabianca si trovano nella Mongolia nord-orientale, nella Cina nord-orientale e nelle adiacenti regioni della Russia sud-orientale. I circa 3000 individui della popolazione occidentale migrano verso sud attraverso la Cina, sostando nel delta del Fiume Giallo e trascorrendo l'inverno nella Cina meridionale lungo il corso inferiore dello Yangtze, specialmente nei laghi Poyang e Dongting. I circa 2000 individui della popolazione orientale, invece, migrano attraverso la penisola coreana. Centinaia di uccelli svernano nella zona demilitarizzata tra la Corea del Nord e quella del Sud. I primi stormi raggiungono i terreni di svernamento in Corea all'inizio di ottobre. Le gru rimanenti si dirigono verso la grande isola meridionale giapponese di Kyūshū. Qui trascorrono l'inverno vicino alla città di Izumi. In Giappone arrivano a dicembre e lasciano questa zona di svernamento a febbraio.
L'habitat della gru nucabianca consiste in zone umide poco profonde situate in vaste vallate fluviali o sulle sponde dei laghi e in steppe caratterizzate da erba molto bassa. Predilige le ampie distese di Carex ed Eriophorum e i prati umidi di Carex e Calamagrostis alternati a strisce di foresta di betulle e di querce. Durante la migrazione e lo svernamento, frequenta anche risaie e pianure alluvionali, così come terreni agricoli, dove va in cerca di cereali, semi e tuberi avanzati.
Nella regione dell'Amur, la gru nucabianca condivide l'area di nidificazione con la gru della Manciuria. Quest'ultima giunge qui prima dell'arrivo delle gru nucabianca. I suoi siti di nidificazione si trovano nelle paludi, in zone più basse di quelle frequentate dalle loro parenti nucabianca, che d'altra parte tendono a rimanere ai margini delle stesse aree di riproduzione. Di solito preferiscono nidificare sui terreni agricoli. Le specie differiscono anche per quanto riguarda la ricerca del cibo. La gru della Manciuria va in cerca di piccoli animali e piante acquatiche ai margini dell'acqua, mentre la gru nucabianca va in cerca di tuberi nel terreno paludoso. L'adattabilità della gru nucabianca agli ambienti antropizzati è evidente anche nella steppa della Dauria in Mongolia. Qui la specie si è adattata a convivere con gli animali domestici nelle zone dove pascolano le greggi di bestiame. Queste ultime, infatti, non sembrano spingersi troppo in profondità nei canneti e nei prati umidi di carice, pertanto le gru possono proseguire lì le loro attività di riproduzione indisturbate.

## Conservazione
Le aree di svernamento della gru nucabianca furono seriamente colpite durante la seconda guerra mondiale e la guerra di Corea. Si presume quindi che subito dopo questi conflitti il numero di esemplari abbia raggiunto il minimo storico e che da allora sia nuovamente risalito un po'. Oggi la popolazione è minacciata dalla distruzione delle zone umide nei terreni di riproduzione dell'Amur e in alcune parti della Cina settentrionale. Nella Lista rossa delle specie in via di estinzione, la gru nucabianca è classificata come «vulnerabile» (Vulnerable).